# Azcatitlan Codex

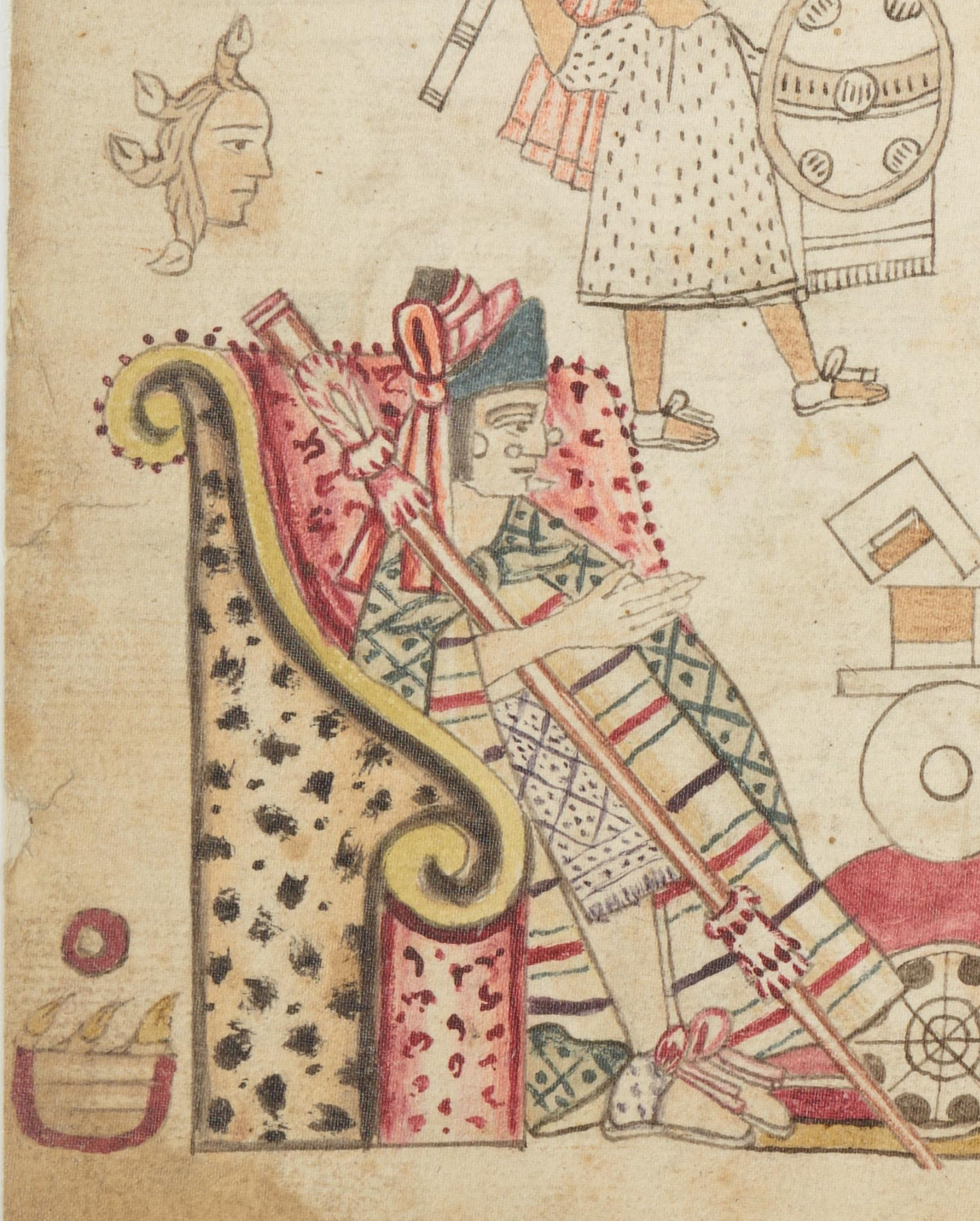
Axayacatl, de zesde huey tlatoani van Tenochtitlan, zoals hij is voorgesteld in de Azcatitlan Codex

De Azcatitlan Codex is een Azteekse codex, gemaakt door een meester en leerling, die het verhaal van de Azteken vertellen vanuit inheems en Tlatelolca-gezichtspunt. De codex is waarschijnlijk ontstaan tussen 1550 en 1600. 
De codex was bedoeld voor de inheemse bevolking. De codex is niet helemaal voltooid en er ontbreken enige vellen. De bladen zijn van Europees papier, 21 cm hoog en 28 cm breed en van links naar rechts te volgen. De Codex vertelt de geschiedenis van de Azteken van hun vertrek uit Aztlan (het Witte Eiland te midden van water) tot 1527. De schilder-schrijver heet een tlacuilo.
De codex had als model de Boturini Codex (ca. 1530-1541), die niet af is gemaakt en waar het laatste deel van verloren is gegaan. Daardoor loopt de Boturini Codex slechts tot en met de stichting van de hoofdstad Tenochtitlan.

## Inhoud
De codex gaat net als de Boturini Codex over de geschiedenis van de Azteken van hun vertrek uit Aztlan tot aan de stichting van Tenochtitlan, maar gaat daarna verder met de scheiding tussen de Tlatelolca- en Tenochco Mexica, die beiden de reisgeschiedenis van de Azteken/Mexica tot hun erfgoed rekenden. De Tenochca woonden in Tenochtitlan, de Tlatelolca in de zusterstad Tlatelolco. 
Voorts gaat het over de 'keizerlijke geschiedenis' en de geschiedenis van de Spaanse verovering (1519-1521: waaronder de ontmoeting tussen Hernán Cortés en Montezuma II in 1519; het bloedbad tijdens het Feest van Toxcatl in 1520; de Spaanse aftocht uit Tlatelolco in 1521 en de evacuatie uit Tlatelolco) en de tijd er na (1521-1527: de verwoesting van Tenochtitlan-Tlatelolco; het vertrek en de terugkeer van de inheemse heerschappij onder Spaans, christelijk  gezag in de periode 1521-1522; de komst van de 'geestelijken' tussen 1523-24; de herbouw van de stad van 1522-24; de dood van Cuauhtemoc, Coanacoch, Tetlepanquetzal en Tlacotl in 1525; de samenzwering tegen Cortés in de periode 1524-26; de aankomst in 1527 van frater Julián Garcés, de eerste bisschop in Mexico, en de verloren schat van Montezuma). 
Er wordt in de periode van de verovering aandacht besteed aan de rol van de Tlatelolca oorlogsheld Don Martín Ecatzin of Ecatl, die het opnam tegen Pedro de Alvarado. Alvarado was verantwoordelijk voor de slachting tijdens het Feest van Toxcatl. Cuauhtemoc was de laatste huey tlatoani (grote heerser) van Tenochtitlan.

### Vertrek uit Aztlan
Een donkergetinte priester leidde de Azteken van Aztlan naar Colhuacan. Aztlan is afgebeeld als een grote rechthoek, met links in het noorden een berg met daarop vier kleine huizen. Rechts staan de tempel en vier grote huizen met de 'plaatsglyphe' van riet en stromend water (Aztlan). Twee figuren ter linkerzijde worden in verband gebracht met het noorden, twee ter rechterzijde, het dichtst bij de priester in zijn boot, met het zuiden. Daarom wordt ervan uitgegaan dat er naar het zuiden werd getrokken en Aztlan in het noorden lag. De figuren rechts dragen tunieken van groffe dierenhuiden, dat in verband zou staan met hun Chichimeekse afkomst. De vier figuren worden in verband gebracht met de vier kwadranten van de latere stad Tenochtitlan (Cuepopan in het noordwesten, Atzacualco in het noordoosten, Moyotla in het zuidwesten en Teopan in het zuidoosten). Op de berg van Aztlan is een ronde glyphe van een insect omgeven door puntjes. Volgens Barlow gaat het om Ascatitla (Azcatitlan, de Plaats van Reigers), volgens Graulich om Azcapotzalco (Plaats van de Mierenheuvel). De glosse Ascatitla staat boven de glyphe en zou er een vertaling van kunnen zijn: azcatl (mier) - ti ('ligatuur') - tlan (plaats-aanduiding). Hieraan dankt de codex dus haar naam.
Azcapotzalco werd geregeerd door de Tepaneekse heerser Tezozomoc, die de Mexica toestond op hun nieuwe eiland in het Texcocomeer te gaan wonen. De eerste huey tlatoani (grote heerser) van Tlatelolco, de zusterstad van Tenochtitlan op het eiland, was Cuacuapitzauac, de zoon van Tezozomoc. De naam Azcapotzalco op de berg van Aztlan zou de kijker kunnen hebben doen herinneren aan het verband met de Tepaneekse heerser Tezozomoc. Vanaf het begin maakt de tlacuilo (schrijver) duidelijk dat deze geschiedenis de rol van zowel Tlatelolco als de Tepaneekse  dynastieke lijn uitvergroot. De rol van Tlatelolco was sinds de tijd van Axayacatl onderbelicht. Deze Axayacatl, heerser van Tenochtitlan, bestreed en overwon Moquilhuix van Tlatelolco in 1473 en de geschiedenis werd daarna herschreven. Ook de macht en glorie van Azcapotzalco werd in die herschreven geschiedenis uitgewist. Na de val van Tenochtitlan, trachtten nakomelingen van verschillende altepetl (stadstaten) de Spanjaarden hun unieke rol in de geschiedenis voor te spiegelen. Volgens don Antonio Valeriano (gouverneur van Tenochtitlan van 1573 tot 1599, gestorven in 1605) kwamen de belangrijkste, inheemse, edele stambomen van Azcapotzalco en was Azcapotzalco vijftien eeuwen eerder gesticht en haar nalatenschap het oudste van het land. Valeriano onderwees aan het 'Colegio de Santa Cruz' in Tlatelolco, waar franciscanen in de jaren 1550 nog pogingen deden de Nahua geschiedenis en cultuur middels inheemse boekwerken te verzamelen. Waarschijnlijk woonden de tlacuiloque (schrijvers) van deze codex in de buurt van dit colegio en werkten er mogelijk mee samen. Maar al gauw werden dergelijke ondernemingen verboden door de Inquisitie, trad er strenge censuur op en werden huizen bezocht om 'verboden literatuur' op te sporen en te vernietigen. Er is geen enkel pre-Spaans manuscript van Centraal Mexico bewaard.

### Scheiding van Tlatelolca en Tenochca
De Tlatelolca- en Tenochca Mexica scheidden dertien jaar na hun aankomst in de Vallei van Mexico. Cuacuapitzauac, de zoon van de Tepaneekse heerser Tezozomoc, werd in 1350 de eerste heerser van Tlatelolco.

### Keizerlijke geschiedenis
Acamapichtli werd de eerste tlatoani van (Mexico-)Tenochtitlan. Acamapichtli regeerde van 1376 tot zijn dood in 1395. Onder zijn regering waren de Mexica vooral vazallen van de Tepaneekse heerser Tezozomoc. Tezozomoc werd door Maxtla (Maxton, de broer van Cuacuapitzauac) opgevolgd. Verder worden de heersers Huitzilihuitl, Tizoc en Ahuitzotl genoemd. Axayacatl regeerde slecht iets langer dan tien jaar. Tenochtzin wordt genoemd en de zonen van Tlatolçacatzin, de kleinzonen van Acamapichtli en Tlacacuitlahuatzin.

### Spaanse verovering
De verovering werd in de codex in vier beelden opgetekend, die veel overeenkomsten hebben met de Annalen van Tlatelolco (MS 22 en MS 22bis) en boek 12 van de franciscaanse frater Bernardino de Sahagúns Florentijnse Codex.

#### Ontmoeting van Cortés en Montezuma

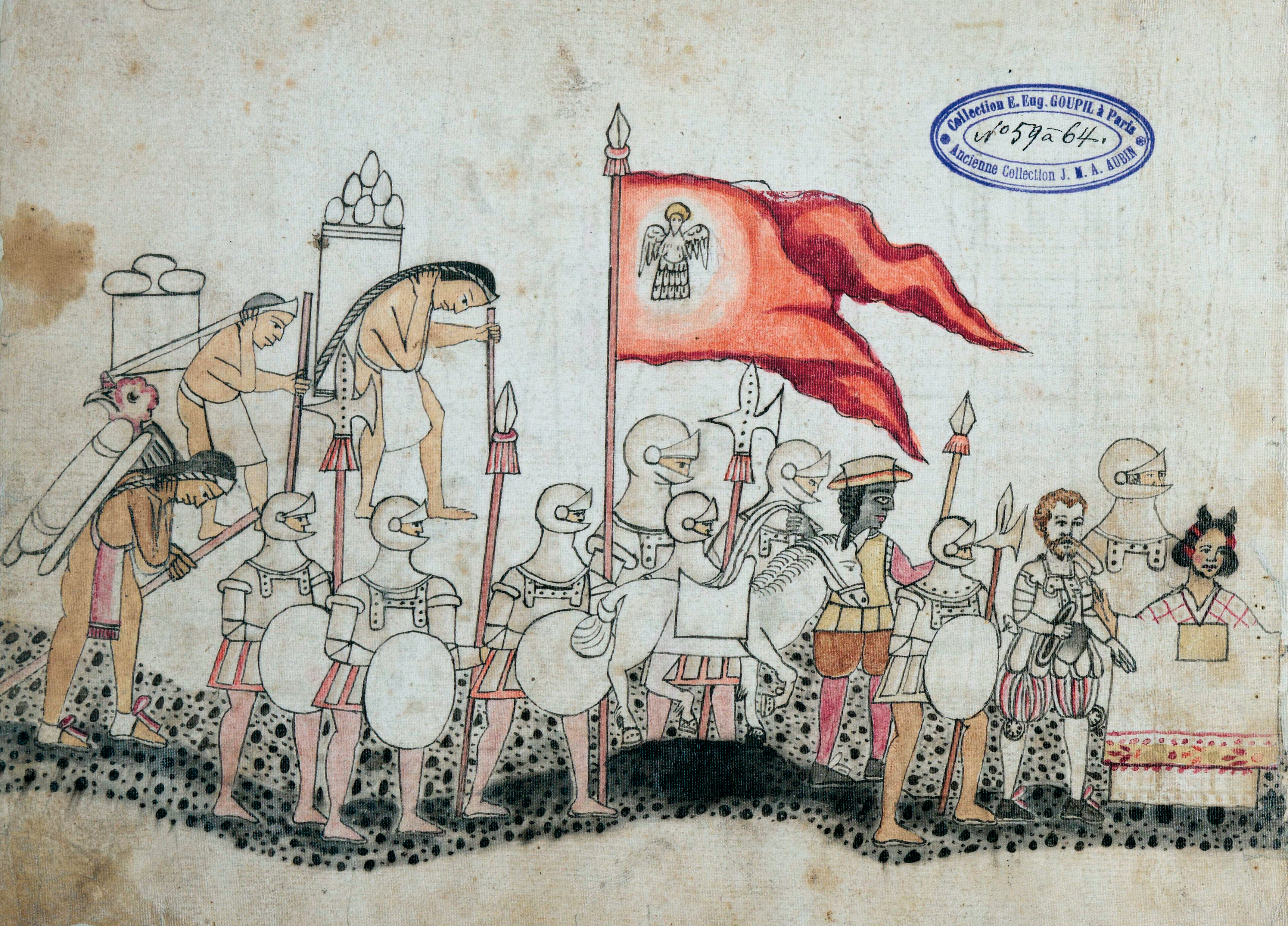
Het gevolg van Hernán Cortés op de dag van de ontmoeting met Montezuma II

Op 8 november 1519 ontmoetten Hernán Cortés en Montezuma II elkaar voor het eerst. Dit moment wordt uitgebeeld op een vel: Hernán Cortés wordt gevolgd door acht Spaanse, gewapende conquistadores, een Afrikaanse slaaf met een paard, de rode, Spaanse banier met een voorstelling van de Heilige Geest als een duif en drie Indiaanse bondgenoten, die met een tumpline voedsel en benodigdheden dragen. Bovendien wordt Cortés voorafgegaan door zijn tolk, Malinche (doña Marina of Malintzin), een voormalige slavin uit de Maya regio.Ze kreeg een kind van Cortés in 1523. De ontmoeting vond plaats op de zuidelijke Ixtapala weg bij het kanaal en de brug van Xoloco. Het blad met het gevolg van Montezuma ontbreekt. Montezuma en Cortés zouden vervolgens, volgens Diego Durán, een nabijgelegen altaar voor de godin Toci hebben bezocht en Montezuma zou het heiligdom met zijn voeten geketend hebben verlaten.

#### Slachting tijdens het Feest van Toxcatl
De slachting vond plaats eind mei of juni 1520 tijdens het Feest van Toxcatl.  Op dat moment was Cortés naar de kust vertrokken om Pánfilo de Narváez te ontmoeten, die uit Cuba was gekomen om hem te arresteren. Cortés had Pedro de Alvarado, bijgenaamd Tonatiuh (de zon) achtergelaten. Alvarado zou hebben bevolen, volgens de Annalen van Tlatelolco, om het feest voor hun god te vieren, maar de Mexica daarna hebben verraden door 's morgens op de tweede dag van de feestelijkheden, tijdens het feest van Huitzilopochtli, de onbewapende feestvierders aan te vallen. Op een vel is te zien hoe een drummer zijn handen verloor (hij zou ook zijn hoofd verliezen). Het Tempelhof was op vier plaatsen afgesloten en de Mexica werden met lansen en zwaarden afgemaakt. Dit gebeurde bij de Templo Mayor, later het Plaza Mayor, toen een 'Yglesia Mayor' op de plaats van de verwoeste tempel was verrezen. De Annalen van Tlatelolco vermelden  dat Montezuma al onder huisarrest stond, samen met Itzquauhtzin, de Tlacochcalcatl in Tlatelolco. toen Alvarado zijn bevel tot de slachtpartij gaf. Toen werd Neçahualquentzin, de edelman van Acolhuacan aan de muur bij het water opgehangen. Cohualpopocatzin, de heerser van Nauhtla werd met pijlen beschoten en levend verbrand. De massamoord duurde drie uur.  De Mexica cremeerden hun doden en gingen onder 'generaal Ecatzin' (Ecatl) in de tegenaanval, de oorlog was begonnen. Later werden Spanjaarden belegerd in het 'paleis van Axayacatl', gevangengenomen en toen ze de stad probeerden te verlaten tijdens de Noche Triste (trieste nacht) vielen er onder hen veel doden.  Volgens de Aubin Codex, die evenals de Azcatitlan Codex van de Boturini Codex is afgeleid, had Ecatl Montezuma gewaarschuwd voor een hinderlaag van de Spanjaarden, zoals dat al in Cholula was gebeurd.

#### De Spaanse aftocht uit Tlatelolco
Tijdens de belegering van Tenochtitlan behaalden de Mexica een belangrijke overwinning, waarbij Cortés bijna werd gepakt en Ecatl het Spaanse vaandel in handen kreeg. Op een afbeelding staat een van de veroveringsveldslagen van 1521. Cortés keerde terug naar Tenochtitlan na het bouwen van dertien brigantines in Texcoco in mei 1521. Na de verwoesting van het aquaduct dat vers water aanvoerde uit Chapultepec, begon de belegering serieus.  Cortés verdeelde de schepen: vier naar Pedro de Alvarado in Tacuba, zes naar Cristóbal de Olid en twee naar Gonzalo de Sandoval op de doorweg van Tepeyacac. Het dertiende schip werd afgeschreven. De doorgangswegen moesten worden veroverd. De Mexica haalden de bruggen weg en de Spanjaarden probeerden nieuwe bruggen te plaatsen of de gaten op te vullen. Aan het eind van de zomer kreeg Cortés steun van extra inheemse bondgenoten en hij trachtte vanuit het zuiden door te stoten. De strijd werd verlegd naar het noordelijke deel van het eiland, in Tlatelolco. Toen de Spanjaarden terug moesten trekken, stortte een brug in en vielen ze in het kanaal. Net op tijd werd Cortés gered door Ixtlilxochitl, de koning van Texcoco, maar de Spanjaarden veranderden dit verslag, zodat de Spanjaard Cristóbal de Olea Cortés uit het water zou hebben gered.
Tijdens de strijd in Tlatelolco wist Ecatl, de tlacatecatl (militaire gouverneur) en tlapanecatl het Spaanse vaandel te veroveren op Alvarado of kapitein Guzmán en werden er Spanjaarden en indianen van de verschillende stadstaten (altepetl) gevangengenomen. Er verloren tweeduizend het leven en in Tlatelolco werden op drie plaatsen schedelrekken (tzompantli) opgesteld: in Tlillan (Tlalhoacan), Yacacolco en Çacatla. In de tempel van Tlillan werd de veroverde Spaanse banier tentoongesteld, waar waarschijnlijk later de kerk van San Martín werd gebouwd.

#### Evacuatie van Tlatelolco
Op 13 augustus 1521 evacueerde Tecuichpotzin, de vrouw van Cuauhtemoc, en haar entourage, per boot. Haar doopnaam werd Isabel Moctezoma (Montezuma). Ze was de dochter van Moteuczoma Xocoyotl en diens hoofdvrouw Teotlalco en was op jonge leeftijd getrouwd met Atlixcatzin. Na de dood van haar man en haar vader in 1520, huwde ze haar oom, Cuitlahua. Cuitlahua werd huey tlatoani na Montezuma's dood, maar heerste zelf slechts enige maanden tot zijn overlijden aan de pokken. Toen huwde Tecuichpotzin de achttien jaar oude Cuauhtemoc. De scène van de evacuatie, afgebeeld op folio 22V, deed zich voor na de komst van Cortés in 1519, de slachting tijdens het festival van Toxcatl in mei 1520 en de belegering van Tenochtitlan-Tlatelolco in augustus 1521, maar vóór de post-veroveringsperiode in 1521, dus aan het einde van de verovering. Nadat Cuauhtemoc zich op dinsdag, 13 augustus 1521, in het huis van Aztahuatzin in Amaxac had overgegeven, werd zijn familie geëvacueerd. Volgens de Lienzo de Tlaxcala eindigden hier de Mexica. Tecuichpotzin overleefde de verovering en kreeg rond 1528, net als Malinche, een kind van Cortés.

### Periode na de Spaanse verovering (1521-1527)
De Azcatitlan Codex vertelt niet over de dood van Montezuma II en de korte regeerperiode van Cuitlahua, maar richt de aandacht op de onrechtvaardige moord op Cuauhtemoc tijdens de Hondurese expeditie (oktober 1524 - juli 1526) door Hernán Cortés. Cuauhtemoc wordt gezien als de laatste grote Tenochca heerser, maar was ook een loot van de Tlatelolca dynastie. In de Annalen van Tlatelolco, wordt Cauahtemoc vooral gezien als een Tlatelolca heerser. Volgens de Nahua historicus Chimalpahin was Quauhtemoctzin (Cuauhtemoc) de enige zoon van Tecapantzin, een adellijke dame uit Tlatelolco, die met Ahuitzotzin (een broer van Axayacatl en Tizoc), de tlatoani van Tenochtitlan, trouwde. Volgens de Annalen van Tlatelolco eindigde de lijst van Tenochca heersers dan ook met Montezuma II.

#### De verwoesting van Tenochtitlan-Tlatelolco, vertrek uit de stad en terugkeer van inheemse heerschappij (1521-1522)
MS 22bis (Annalen van Tlatelolco) vertelt: 'En op de wegen lagen verbrijzelde botten en verspreide haren; de huizen waren zonder dak, rood {van bloed]; wormen kropen over de wegen; en de muren van de huizen waren glibberig van de hersenen.' De opgestapelde botten, zoals getekend in de Azcatitlan Codex, waren het gevolg van de verovering van Tenochtitlan-Tlatelolco in augustus 1521. Cuauhtemoc gaf zich over in het district Amaxac (waar de wateren uiteengaan), op het dak van de Tlatelolca leider Aztahuatzin (Florentijnse Codex). De Tlatelolca krijgers Coyohuehuettzin, Topantemoctzin en Temilotzin hadden Cuauhtemoc per boot aan Cortés uitgeleverd om zich over te geven. De adel verliet de stad. Volgens de Annalen van Tlatelolco werd  inheemse adel daarna gemarteld en gedood, omdat de Spanjaarden op zoek waren naar het goud van de Azteekse schat.
Onder de stapel botten zijn op hetzelfde vel vier tlatoque te zien, gezeten op hun tronen, die waarschijnlijk de terugkeer van inheemse macht voorstelt, onder Spaans bestuur. De inheemse regering heette nu een cabildo en de leider een gobernador. De vier belangrijkste heersers van Centraal Mexico waren: Cuauhtemoc (doopnaam don Hernando) in Tenochtitlan, Coanacoch (don Pedro Alvarado) in Texcoco, Tetlepanquetzal (don Pedro Cortés) in Tlacopan en Temilotl (don Pedro) in Tlatelolco.

#### Aankomst van de geestelijkheid (1523-1524)
Negen hoofden van monniken duiden op de komst van de geestelijkheid. Volgens Durán begon de religieuze  instructie van de inheemsen na de verovering door een geestelijke van dubieuze moraliteit, die Cortés had meegebracht. Cortés vroeg de Spaanse koning om meer religieuze vertegenwoordigers en in 1523 kwam een groep franciscanen, waaronder Fray Pedro de Gante. In 1524 kwam de groep van twaalf franciscanen, die bekend werden als de 'Twaalf Apostelen'. Toen begon de religieuze bekering serieus. Verder is op hetzelfde vel een uitvoering van een volador te zien, in verband met het 'binden van de jaren' (toxiuhmolpilli) aan het eind van een cyclus van 52 jaren. De Voor-Spaanse ceremonie was de enige van drie ceremonies waarbij een 'boom' werd opgetuigd, die het overleefde. De ceremonie van de Tota (Onze Vader) en de viering van xocotl overleefden de Spaanse verovering niet.

#### Herbouw van de stad (1522-1524)
Na de verovering besloot Cortés zijn nieuwe hoofdstad te vestigen op de ruïnes van Tenochtitlan-Tlatelolco. Hij stelde de Tenochca edelman Tlacotl aan om de stad te herbouwen en gaf hem zijn titel cihuacoatl terug. Tlacotl bleef aan tot 1524, toen Cortés Tlacotl en andere inheemse adel meenam op zijn Hondurese expeditie, om opstand tijdens zijn afwezigheid te voorkomen. De Codex laat zien dat er (tussen 1522 en 1524) nog een gevecht plaatsvond in Colhuacan.

#### De dood van Cuauhtemoc, Coanacoch, Tetlepanquetzal en Tlacotl (1525)
Cortés stuurde eerst de conquistador Cristóbal de Olid om Honduras te veroveren. Op advies van Diego Velázquez, de gouverneur van Cuba, begon Olid het land voor zichzelf te veroveren en Cortés stuurde Francisco de las Casas achter hem aan. Niet overtuigd van diens kwaliteiten besloot Cortés er in oktober 1524 zelf achterheen te gaan. De groep machtige inheemse edelen, waarvan hij er al velen in Coyoacan onder persoonlijk toezicht hield, bestond uit onder meer Cuauhtemoc van Tenochtitlan, Coanacoch van Texcoco, Tetlepanquetzal van Tacuba, Oquitzin van Azcapotzalco, Temilotl van Tlatelolco en hoge functionarissen als Tlacotl, Tlacatlec en de dwerg Cotze Mexi (Mexicalcinco, Mexicatl Cozoololtic).  Gedurende de expeditie van oktober 1524 tot juli 1526 werden verschillende inheemse leiders beschuldigd van samenzwering en gedood. 
Op folio 24V staat de maand Tozoztontli vermeld, waarin Cuauhtemoc en andere heren in 1525 de dood vonden. Het gaat waarschijnlijk om de periode maart/april (Vastenavond, de dag voor Vastentijd). Volgens MS 22bis van de Annalen van Tlatelolco was Cuauthemoc de tlatoani (heerser) van Tlatelolco en had Tenochtitlan geen tlataoni, alleen de dwerg Mexicatl  Cozoololtic.     
Onderweg werden de hutten van de Tenochca en Tlatelolca apart van elkaar opgesteld en kwamen zijn vazallen in Acallan  om Cuauhtemoc te helpen. Er werd een feest georganiseerd, waar Mexicatl niet bij was uitgenodigd. Cuauhtemoc, Coanococh en Tetlepanquetzal dansten de hele nacht. Volgens dit verslag verraadde Mexicatl de heren door aan Cortés vertaler Malinche te zeggen dat hij een plan had afgeluisterd om haar en Cortés te vermoorden. Toen de drie heren van de festiviteiten terugkeerden werden ze opgepakt en zonder verhoor werd Cuauhtmoc aan een ceiba boom opgehangen, waarna Coanacoch en Tetlepanquetzal volgden. De schrijver noemt Mexicatl een leugenaar. De Azcatitlan Codex weerspiegelt dit langere verhaal: de drie belangrijkste tlatoque, de vertegenwoordigers van het vroegere 'Drievoudige Bondgenootschap', werden ten onrechte in Hueymollan Acallan opgehangen. Mexicatl wordt naakt afgebeeld, zoals volgens de meso-amerikaanse traditie slaven en gevangenen werden afgebeeld. Volgens Alva Ixtlilxocitl werd Coanacoch losgesneden van de galg, maar stierf hij een paar dagen later 'aan bloedige diarree als het gevolg van pijn in het hart en verdriet.'
De gastheer van de festiviteiten was mogelijk Paxbolonacha, de Chontal Maya koning, die over de provincie van Acallan regeerde. Dit was de eerste ontmoeting met Spanjaarden voor de Chontal Maya's.
Nadat Cuauhtemoc en Tetlepanquetzal waren opgehangen, werd Tlacotl tot heerser benoemd, maar hij stierf hetzelfde jaar, op de terugweg, in Nochiztlan (plaats van scharlaken, Tlatlauhquitepec, op de rode heuvel). Tlacotl werd opgevolgd door Motelchiuh.
De Codex Azcatitlan brengt de verrader Mexicatl in verband met de Xochimilco, die Cuauhtemoc in 1521 eerst hulp hadden aangeboden tegen de Spanjaarden, maar hem later verraadden en tegen zijn strijdkrachten optrokken.

#### Samenzwering tegen Cortés (1524-1526)
Cortés vertrok in oktober 1524 naar Honduras. Hij liet de leiding achter in handen van de tesoro (schatbewaarder) Alonso de Estrada, contador Rodrigo de Albornoz en justicia mayor Alonso Zuazo. Hij nam de factor (belastinginner) Gonzalo de Salazar en veedor Pedro Almíndez Chirino mee op zijn expeditie. Alle vijf waren aangesteld door de Spaanse Kroon om Cortés bij te staan en te controleren, die in 1522 was benoemd tot gouverneur en kapitein generaal van Nieuw Spanje.
Korte tijd na Cortés' vertrek kregen Estrada en Albornoz ruzie en Cortés stuurde Salazar en Chirino terug, met 'geheime papieren' om indien nodig de macht over te nemen. Intussen was het geschil al opgelost, maar Salazar en Chirino namen de macht toch over. Tot Cortés' terugkeer in juni 1526 hield de machtsstrijd aan. Rodrigo de Paz, Cortés' neef en mayordomo (manager van zijn huis en landgoed) werd in augustus 1525 van verraad beschuldigd, gemarteld en daarna opgehangen. Salazar en Chirino namen Cortés' eigendom in bezit en zochten de rijkdom, die Paz voor hen zou hebben verstopt. Ze dachten dat Cortés de schat van Montezuma II voor zichzelf had gehouden. De schat, die de Spanjaarden hadden gezien in Tenochtitlan, was na de verovering verdwenen. Er werd overal gezocht, ook in het meer en inheemsen waren ondervraagd, gemarteld en gedood om achter de vindplaats te komen. Zo had Cortés tevergeefs Cuauhtemocs voeten laten verbranden om hem tot een getuigenis te dwingen. Cortés werd er, volgens Lopéz de Gómara, van beschuldigd uit hebzucht en wreedheid de grote koning Montezuma II te hebben omgebracht. Cortés zou zich hebben verdedigd door te zeggen dat hij in opdracht van Julián de Aldere, de schatbewaarder van de koning, had gehandeld. De geruchten, dat Cortés de schat had teruggevonden, leidden tot de dood van zijn neef Rodrigo de Paz, naast Estrada, Chirino en Salazar, afgebeeld op folio 25r van de Azcatitlan Codex. Cortés sympathisanten, waaronder Rodrigo's broer Pedro, namen hun toevlucht in de Kerk van San Francisco, waar ook begrafenisriten werden uitgevoerd toen er geruchten de ronde gingen dat Cortés was overleden. Volgens Salazar waren Cortés' volgelingen in de kerk verraders en hij nam hen met geweld gevangen. Salazar liet zijn gevangenen pas vrij, toen Fray Martín de Valencia de hele stad excommuniceerde. Intussen sloeg Chirino een opstand in Oaxaca neer en probeerde er goud en andere schatten te bemachtigen.
Eind januari 1526 kwam het bevel van Cortés aan om Salazar en Chirino te arresteren. Ze werden in houten hokken vastgezet, maar tijdens Pasen werd een poging gedaan hen te bevrijden. Estrada stelde zeven leiders terecht, waaronder drie hidalgos (Spaanse edelen), die in plaats van gehangen, onthoofd werden.
Volgens de geschiedschrijver Alva Ixtlilxochitl toont deze opstand aan, dat Cuauhtemoc onterecht werd gedood. Cuautemocs vazal, gouverneur Alonso de Estrada, was geen opstandeling en nam nam nooit wapens op tegen de Spanjaarden. Volgens Ixtlilxochitl zouden de wanhopige en vervolgde inheemsen geen enkele Spanjaard in leven hebben gelaten als het niet was uit liefde voor hun superieuren. De inheemsen hadden gemakkelijk een opstand kunnen beginnen, maar werden er door hun leiders van weerhouden, die opdroegen alles met Gods liefde te verdragen.

#### De komst van Fray Julián Garcés
Op de laatste folio, 25v, wordt de intocht in Mexico City afgebeeld in oktober 1527 van Fray Julián Garcés, de eerste bisschop in Nieuw Spanje. Volgens López de Gómara verbande Alonso de Estrada diezelfde dag Cortés. Cortés was in juni 1526 teruggekeerd van de Hondurese expeditie en moest macht overdragen aan Luis Ponce de León, de nieuw aangestelde gouverneur van Nieuw Spanje. Ponce de Léon stierf diezelfde maand en werd opgevolgd door Marco de Aguilar, die echter ook snel daarop aan onder meer syfilis overleed. Voor zijn overlijden stelde Aguilar de schatbewaarder Alonso de Estrada aan als zijn opvolger. Toen tijdens een ruzie een aantal getrouwen van Cortés een kapitein staken, liet Estrada een van hen arresteren en de rechterhand afhakken. Estrada verbande Cortés om te voorkomen dat hij de gevangene zou bevrijden. De nieuwe bisschop wist Estrada en Cortés te verzoenen, maar Cortés, die ervan verdacht werd Ponce de Léon en Aguilar te hebben vergiftigd en er nog op uit was zijn bezit terug te krijgen, verliet in maart 1528 Nieuw Spanje voor het Spaanse hof.
Linksonder op folio  25v is mogelijk de Spaanse, krijgslustige Mariá de Estrada afgebeeld, die de Noche Triste overleefde en deel uitmaakte van Cortés' expeditie. Rechts van haar staan dode inheemsen gebonden aan een paal, mogelijk werden ze levend verbrand. Dit behoorde tot de praktijken van de Spaanse Inquisitie. Rechts van hen is de Azteekse schat het laatste beeld van de Azcatitlan Codex.

#### De verdwenen schat van Montezuma
De schat had gelegen in een geheime schatkamer van het paleis dat gebouwd was door Montezuma I, de grootvader van Montezuma II. Toen de Spanjaarden voor de eerste keer Tenochtitlan bezochten werden ze in het paleis van Montezuma I gehuisvest en Montezuma II werd er al gauw als gevangene vastgezet. De Spanjaarden vonden er op een dag een deur, die was opgevuld en pas gepleisterd. In de ruime kamer vonden ze een berg goud, juwelen en edelstenen, 'zo hoog als de langste man' (Durán, Historia, 74). De schat had aan alle voorgangers van Montezuma II tezamen behoord, want na het overlijden van elke koning werden diens schatten er aan toegevoegd. Een koning gebruikte niet de schatten van zijn voorgangers.
De Spanjaarden moesten vluchten in de Noche Triste en de schat, ter waarde van meer dan 700.000 gouden peso's, kon niet in haar geheel meegenomen worden. Toen de Spanjaarden later terugkwamen was er van de schat geen spoor. Om de geheime bergplaats van de schat op te sporen werden op bevel van Cortés indianen met honden nagejaagd, anderen opgehangen en weer anderen levend verbrand (Durán).
Volgens Durán was de schat verborgen in de diepe poel, die deel uitmaakte van de mythe van de oorsprong van Tenochtitlan-Tlatelolco. Eerst was er op de plek waar de steden zouden verrijzen een witte cipres gezien met een bron, die ontsprong aan de voet van de boom. Er werden witte wilgen rond de bron gezien, wit riet en witte biezen, witte kikkers en witte waterslangen. De volgende dag was het heldere water veranderd in twee gekleurde stromen: de een rood als bloed, de ander blauw en dik. Daarna werd, in de buurt,  de nopal cactus gevonden met de adelaar. De Templo Mayor van Tenochtitlan, de dubbele piramide ter ere van Tlaloc, de watergod en Huitzilopochtli, de zonnegod, werd op de plaats gebouwd van de cactus.
De plaats van de schat werd in de Azcatitlan Codex in verband gebracht met Aztlan, het Witte Eiland, waar de Azteken oorspronkelijk vandaan zeiden te komen, want de laatste afbeelding werd vergezeld van de riet-water glyphe voor Aztlan. Op de folio's 12v-13r was de met riet omzoomde waterpoel reeds afgebeeld, tussen de installatie van de eerste koningen van Tenochtitlan-Tlatelolco in, met onderop twee handen met ertussen een ronde, gouden, Spaanse, koloniale (borg)plaat. Hetzelfde beeld komt voor in de Historia Tolteca-Chichimeca.